# San Lorenzo (Equador)
San Lorenzo é uma cidade portuária na costa norte do Equador, a cerca de 18 km ao sul da fronteira com a Colômbia. Foi unida por uma ferrovia de bitola estreita à cidade de Ibarra, nas Terras Altas, e durante muitos anos foi um importante porto para a exportação de madeira balsa e tagua. 
Até 2022, San Lorenzo tinha uma população de 28.491.